# Ariana Afghan Airlines
Ariana Afghan Airlines Co.Ltd. (in pashto: د آريانا افغان هوايي شرکت; in persiano: هواپیمایی آریانا), nota anche semplicemente come Ariana, è la più grande compagnia aerea dell'Afghanistan e funge da vettore nazionale del paese. Fondata nel 1955, Ariana è la più antica compagnia aerea dell'Afghanistan. L'hub principale della compagnia è situato all'aeroporto Internazionale di Kabul, da dove opera voli nazionali e internazionali, fornendo collegamenti dall'Afghanistan verso Cina, India, Pakistan, Russia, Arabia Saudita, Turchia ed Emirati Arabi Uniti. Il vettore ha sede a Shāre Naw, vicino Kabul, ed è interamente di proprietà del governo afghano. Ariana Afghan Airlines è nell'elenco dei vettori aerei soggetti a divieto operativo nell'Unione europea dall'ottobre 2006.

## Storia

### Nei primi anni

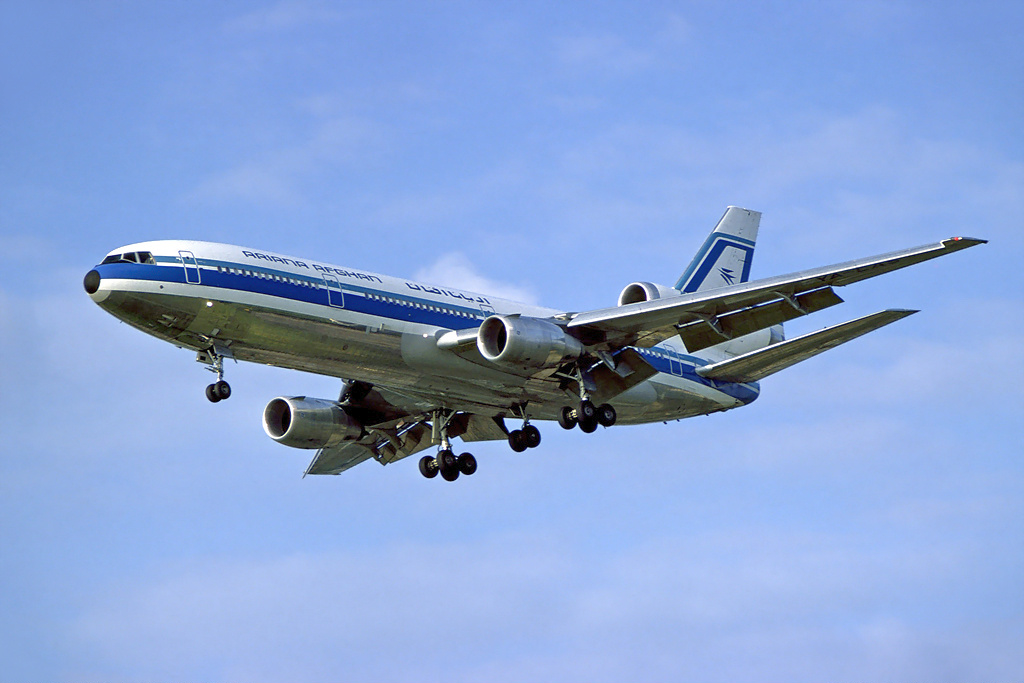
Il DC-10-30 della compagnia.

La compagnia aerea venne costituita il 27 gennaio 1955. Fu fondata come Aryana Airlines con l'assistenza di Indamer Co. Ltd., che inizialmente deteneva una partecipazione del 49%, e il governo dell'Afghanistan possedeva il resto. All'inizio, i servizi erano operati per il Bahrein, l'India, l'Iran e il Libano, con una flotta di tre Douglas DC-3. Nel 1957, Pan American World Airways divenne l'azionista minore della compagnia aerea quando rilevò il 49% della partecipazione da Indamer. I servizi di linea nazionali iniziarono lo stesso anno. Nell'aprile 1960, una flotta di tre DC-3 veniva utilizzata per collegare Kabul con Amritsar, Delhi, Gedda e Caraci, nonché con alcuni punti all'interno dell'Afghanistan, mentre un singolo DC-4 operava sulla Kabul-Kandahar-Teheran-Damasco-Beirut-Ankara-Praga- Francoforte, la cosiddetta rotta "Marco Polo". All'inizio degli anni '60, per capitalizzare l'azienda vennero utilizzati 1.100.000 USD (equivalenti a 10.000.000 USD nel 2019) dagli aiuti statunitensi all'Afghanistan.
Nel marzo 1970, la compagnia aerea aveva 650 dipendenti. A quel tempo, la flotta comprendeva un Boeing 727-100C, un CV-440, un DC-3 e due Douglas DC-6 che operavano sulle rotte che servivano il Medio Oriente, l'India, il Pakistan, l'URSS e Istanbul, Francoforte e Londra. I servizi domestici furono poi gestiti da Bakhtar Alwatana, che fu istituita dal governo nel 1967 a questo scopo.
Il primo aereo a fusoliera larga del vettore, un McDonnell Douglas DC-10-30, entrò nella flotta all'inizio dell'ottobre 1979. Nel marzo 1985, la flotta era composta dal DC-10 e da due Boeing 727-100C. A metà degli anni '80, durante la guerra sovietico-afghana, la società fu costretta a vendere il DC-10 alla British Caledonian, poiché i sovietici volevano che utilizzasse con il Tupolev Tu-154. Nell'ottobre 1985, Ariana fu rilevata dalla Bakhtar Afghan Airlines, che divenne la nuova compagnia aerea nazionale. Nel 1986, Bakhtar ordinò due Tupolev Tu-154M; la compagnia aerea prese possesso di questi nell'aprile 1987. Nel febbraio 1988, Bakhtar si fuse nuovamente in Ariana, creando così una compagnia aerea in grado di servire sia rotte a corto che a lungo raggio.

### Era talebana

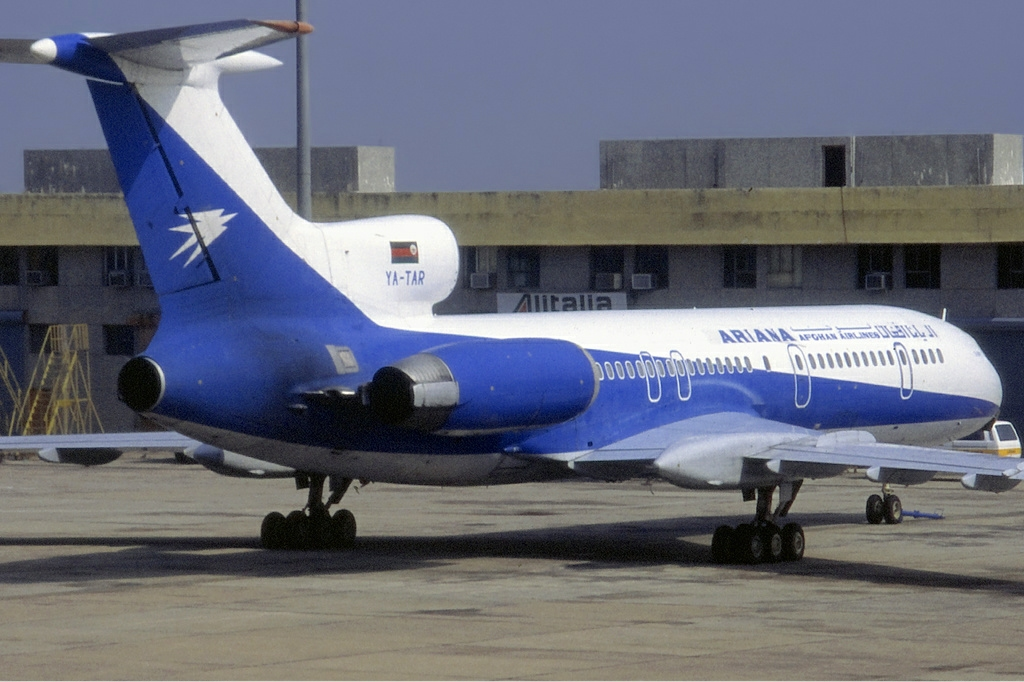
Uno dei Tu-154 operato dalla compagnia dopo le imposizioni dell'URSS.

Dopo la fine della guerra sovietica nel 1989 e il crollo del governo di Najibullah, i talebani conquistarono Kabul nel 1996. Durante il regime talebano, l'Afghanistan dovette affrontare notevoli sanzioni economiche da parte del settore internazionale. Le sanzioni, insieme al controllo della compagnia da parte del governo talebano e all'arresto di molti dei voli internazionali del vettore, ebbero un effetto devastante sulla salute economica della compagnia negli anni '90. La flotta fu ridotta a solo una manciata di An-26 di costruzione russa e ucraina, Yakovlev Yak-40 e tre Boeing 727, che furono utilizzati sulle rotte nazionali più lunghe. Nell'ottobre 1996, il Pakistan fornì una base operativa e di manutenzione temporanea a Caraci. Senza attività all'estero, nel 1999 le operazioni internazionali di Ariana consistevano solo in voli per Dubai, inoltre, i voli cargo continuavano limitatamente nelle province occidentali della Cina. Tuttavia, le sanzioni imposte dalla risoluzione 1267 del Consiglio di sicurezza delle Nazioni Unite costrinsero la compagnia aerea a sospendere le operazioni all'estero. Nel novembre 2001, Ariana venne completamente messa a terra.

### Era post-talebana
Dopo il rovesciamento del governo talebano durante l'Operazione Libertà Duratura, Ariana iniziò a ricostruire le sue operazioni nel dicembre 2001. Circa un mese dopo, le sanzioni delle Nazioni Unite furono finalmente revocate, consentendo alla compagnia aerea di riprendere nuovamente le rotte internazionali. Nel 2002, il governo indiano regalò al vettore tre Airbus A300 ex Air India. Il primo volo passeggeri internazionale di Ariana dal 1999 atterrò all'aeroporto Internazionale Indira Gandhi nel gennaio 2002, seguito da rotte verso Pakistan e Germania rispettivamente nel giugno e nell'ottobre dello stesso anno. Nel 2005, l'India firmò un accordo sulla cooperazione nel settore dell'aviazione con l'Afghanistan, con Air India che addestrò 50 funzionari per Ariana.
Tutti i voli commerciali sono stati cancellati dopo che i talebani hanno preso il controllo della capitale Kabul nel 2021. I voli interni sono ripresi a settembre.

### Ban dell'Unione Europea
A causa del mancato rispetto delle norme di sicurezza, ad Ariana è stato vietato di volare nello spazio aereo dell'Unione europea nel marzo 2006, con la Commissione europea che ha consentito al vettore di far volare negli Stati membri solo un Airbus A310 registrato in Francia; il divieto è stato poi esteso all'intera flotta nell'ottobre dello stesso anno. Il divieto è stato confermato in successivi aggiornamenti dell'elenco pubblicato alla fine del 2009 e marzo 2010. Nel novembre 2010, a tutti gli aeromobili registrati in Afghanistan è stato vietato operare nell'Unione europea. Al 2022, Ariana è ancora tra i vettori aerei soggetti a divieto operativo nell'Unione europea.

## Destinazioni

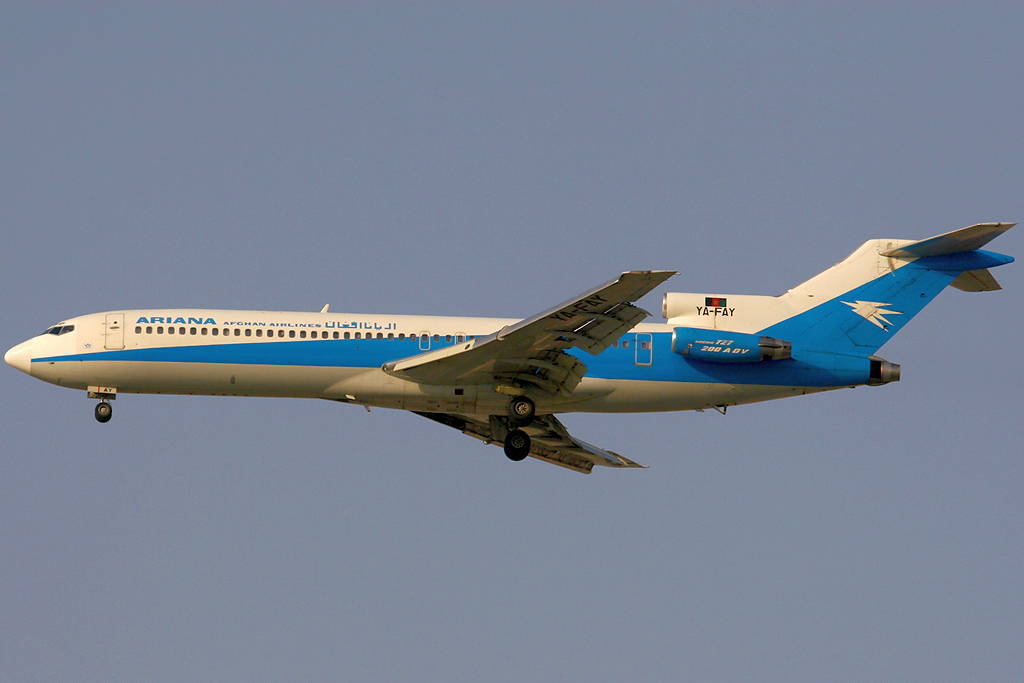
Uno dei Boeing 727 operati in precedenza.

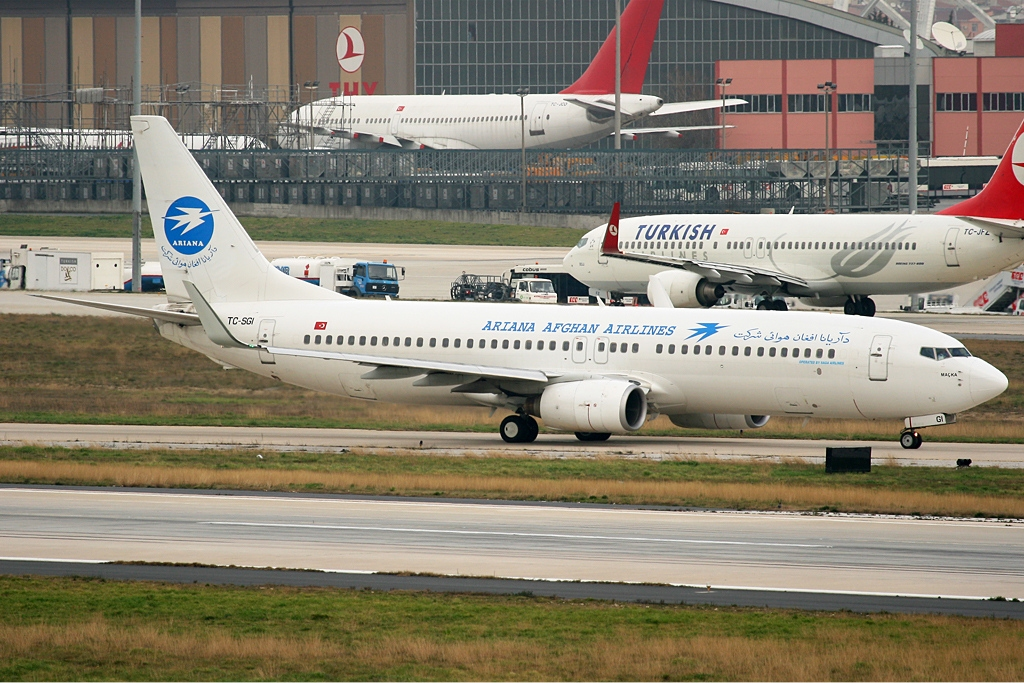
L'unico Boeing 737-800, mai utilizzato, ritirato nel 2010.

Al 2021, Ariana Afghan Airlines opera voli di linea verso Afghanistan, Arabia Saudita, Cina, Emirati Arabi Uniti, India, Kuwait, Pakistan, Russia e Turchia.

## Flotta

### Flotta attuale
A maggio 2025 la flotta di Ariana Afghan Airlines è così composta:

### Flotta storica
Ariana Afghan Airlines operava in precedenza con i seguenti aeromobili:

## Incidenti
- Il 21 novembre 1959, il volo Ariana Afghan Airlines 202, un Douglas DC-4 operante un volo da Beirut a Teheran, si schiantò nelle colline intorno alla capitale libanese a causa di errori di navigazione in seguito a un incendio a un motore. Le vittime furono 24.[39]
- Il 5 gennaio 1969, il volo Ariana Afghan Airlines 701, un Boeing 727-113C in volo da Francoforte sul Meno a Londra, impattò contro il suolo poco prima dell'atterraggio, dopo che i piloti scesero al di sotto del sentiero di discesa dell'ILS. Dei 62 a bordo sopravvissero solo in 14.[40]
- Il 10 dicembre 1988, un Antonov An-26 venne abbattuto dalle forze pakistane che negarono però di essere coinvolte. 25 vittime.[41]
- Il 6 marzo 1989, un Antonov venne abbattuto da un missile. 2 vittime.[42]
- Il 18 giugno 1989, un Antonov An-26 precipitò dopo che una delle porte si aprì in volo. I piloti ne persero il controllo e l'aereo si schiantò sulle colline. All'epoca si sospettò anche di un possibile dirottamento. Le vittime furono 6.[43]
- L'11 settembre 1995, un Antonov An-26 si schiantò nei dintorni di Jalalabad dopo aver esaurito il carburante. Le vittime furono 3.[44]
- Il 19 marzo 1998, il Boeing 727 di marche YA-FAZ si scontrò con il monte Shakh-e Barantay a 8 600 piedi (2 600 m) durante la discesa verso Kabul. Nessuno del 45 a bordo sopravvisse.[45]
- Nell'ottobre 2001, un raid della United States Army all'aeroporto Internazionale di Kabul causò la distruzione di 2 Boeing 727, 2 Antonov An-12 e 3 Antonov An-24.[5]
- Il 23 marzo 2007, un Airbus A300 uscì di pista durante l'atterraggio all'aeroporto di Istanbul-Atatürk. Non ci furono vittime ma l'aereo venne demolito.[46]
- L'8 maggio 2014, un Boeing 737-400 uscì di pista durante l'atterraggio all'aeroporto Internazionale di Kabul. Non ci furono vittime ma l'aereo venne demolito.[47]
- Il 7 novembre 2014, un Boeing 737-400 subì il collasso del carrello d'atterraggio dopo l'arrivo a Kabul. Non ci furono vittime ma l'aereo venne demolito.[48]